# Ling-Temco-Vought
Ling-Temco-Vought (LTV) byl velký americký konglomerát, který existoval v letech 1961–2000. V době svého největšího rozkvětu se zabýval mimo jiné letectvím, leteckými společnostmi, elektronikou, výrobou oceli, sportovním zbožím, balením masa, půjčovnami automobilů a farmaceutickým průmyslem.

## Historie
Firma vznikla v roce 1947 jako Ling Electric Company, později se jmenovala Ling-Temco-Vought, následně LTV Corporation a nakonec LTV Steel až do svého konce v roce 2001.

### Ling Electric Company
V roce 1947 založil podnikatel James Ling v texaském Dallasu firmu Ling Electric Company, která se zabývala elektroinstalacemi. Bydlel v zadní části obchodu. Po založení společnosti a jejím vstupu na burzu v roce 1955 našel Ling inovativní způsoby prodeje, včetně podomního prodeje a prodeje ze stánku na Texaském státním veletrhu.

#### Ling-Temco-Vought
V roce 1956 Ling koupil společnost L.M. Electronics a v roce 1959 k ní přidal Altec Electronics, výrobce stereofonních systémů a reproduktorů. V roce 1960 Ling spojil společnost s firmou Temco Aircraft, která byla známá především svými raketami. V roce 1961 s využitím dodatečných finančních prostředků od pojišťovacího podnikatele Troye Posta a texaského ropného magnáta Davida Harolda Byrda získali v rámci násilného převzetí společnost Chance Vought Aerospace. Nově se společnost jmenovala Ling-Temco-Vought.
Díky nízkým úrokovým sazbám, které společnosti umožňovaly půjčovat si obrovské částky, vybudoval Ling jeden z největších konglomerátů šedesátých let. Dokud zisk cílové společnosti převyšoval úroky z půjčky (nebo firemního dluhopisu) nebo dokud byl poměr ceny a zisku společnosti nižší než poměr ceny a zisku akcií společnosti Ling-Temco-Vought, byl konglomerát celkově ziskovější. Vzhledem k tehdejšímu poměrně málo sofistikovanému výzkumu akcií se zdálo, že společnost bezmezně roste a cena jejích akcií stále rostla.
V roce 1964 Ling přeměnil Ling-Temco-Vought na holdingovou společnost a založil tři veřejné společnosti jako dceřiné společnosti: LTV Aerospace, LTV Ling Altec a LTV Electrosystems. LTV Aerospace získala aktiva společnosti Vought a velkou část společnosti Temco Aircraft. LTV Ling Altec obsahovala Altec Electronics a další majetek a zbytek připadl LTV Electrosystems. Záměrem bylo, aby se součet částí zdál být hodnotnější než celek. Ling tuto techniku použil k získání kapitálu a nákupu dalších společností. Části LTV Electrosystems se později oddělily do společnosti E-Systems, která byla tehdy součástí Raytheon IIS a od roku 2002 součástí L-3 Communications-Integrated Systems (L-3/IS).

#### Akvizice
V roce 1965 se společnost Ling připojila ke společnosti Okonite, která se zabývala výrobou kabelů a vodičů. V roce 1967 převzala společnost Wilson and Company, která byla dvakrát větší než Ling-Temco-Vought. Wilson byla různorodou společností zabývající se balením masa, sportovním zbožím a farmaceutickými výrobky.  Její ředitel Wilson Roscoe Haynie se o plánu převzetí dozvěděl až dva týdny před dokončením převzetí. Ling později rozdělil Wilson na tři části (balírnu masa, sportovní zboží (Wilson Sporting Goods) a farmaceutické výrobky (Wilson Pharmaceutical and Chemical)) a vyčlenil je do samostatných společností obchodovaných na americké burze cenných papírů.
V roce 1968 Ling-Temco-Vought připojil Greatamerica Corporation, holdingovou společnost Troy Post pro Braniff International Airways a National Car Rental, a J&L Steel. Kromě toho získala letoviska v Acapulcu a Guerreru v Mexiku a Steamboat Springs v Coloradu. Do roku 1969 koupila LTV 33 společností, zaměstnávala 29 000 pracovníků a nabízela 15 000 samostatných výrobků a služeb. Patřila mezi 40 největších průmyslových korporací.

#### Konglomerát a antimonopolní problémy
V roce 1969 činil celkový obrat společnosti Ling-Temco-Vought 3,6 miliardy dolarů (dnes 26,6 miliardy dolarů), ale investoři zjistili, že konglomeráty nerostou rychleji než jednotlivé společnosti před jejich odkoupením. Ceny akcií prudce klesly, což vyvolalo medvědí trh, obecně panoval pocit, že za potíže na trhu mohou konglomeráty. V tom roce byla podána antimonopolní žaloba.
Nakonec představenstvo v roce 1970 degradovalo Jamese Linga a ten ze společnosti odešel, aby ho nahradil bývalý manažer Ling-Temco-Vought Paul Thayer.

### LTV Corporation
V rámci antimonopolního urovnání v roce 1971 společnost prodala své součásti Braniff a Okonite a Thayer změnil název společnosti z Ling-Temco-Vought na LTV Corporation. Thayera vystřídal bývalý manažer společnosti Xerox Raymond Hay.

#### První bankrot
V červenci 1986 požádala společnost LTV Corporation o ochranu před bankrotem podle kapitoly 11. S celkovými aktivy ve výši 6,14 miliardy dolarů (dnes 15,2 miliardy dolarů) a dluhy ve výši 4,59 miliardy dolarů se jednalo o největší bankrot v dosavadní historii USA.
Společnost se pustila do řady odprodejů, především celé divize LTV Aerospace; letecká část si ponechala starší název Vought jako samostatná Vought Corporation, zatímco raketová část se později stala součástí Loral Corporation a později se z ní stala divize Lockheed Martin Missiles and Fire Control. Po fúzi dceřiné společnosti Jones and Laughlin Steel Company s Republic Steel Corporation v roce 1984 společnost nadále existovala především jako výrobce oceli, přejmenovala se na LTV Steel a v roce 1993 přesunula své sídlo do Clevelandu ve státě Ohio.
Společnost LTV opustila bankrotovou ochranu podle kapitoly 11 až 28. června 1993 v procesu, který byl v roce 1999 popsán jako jeden z nejdelších a nejkomplikovanějších bankrotů v historii USA.
V roce 1999 LTV koupila od francouzské společnosti Imétal S.A. společnost Copperweld Corporation se sídlem v Pittsburghu.

#### Druhý bankrot
LTV Steel požádala 29. prosince 2000 o ochranu před bankrotem podle kapitoly 11. Společnost byla následně 18. prosince 2001 zrušena. Její aktiva v únoru 2002 koupil Wilbur Ross a spojil je se společností Weirton Steel, čímž vznikla skupina International Steel Group.
Některé z dceřiných železničních společností – Chicago Short Line Railway, Cuyahoga Valley Railway a River Terminal Railway – přešly do ISG Railways, zatímco Ohio Central Railroad System získal Aliquippa and Southern Railroad a Mahoning Valley Railway. Bývalou Monongahela Connecting Railroad nyní provozuje společnost Allegheny Valley Railroad.
V roce 2002 společnost Lombard Metals Corp se sídlem v Bala Cynwyd v Pensylvánii odkoupila veškeré vnější zásoby v celkové hodnotě 224 000 000 liber oceli z 58 míst po celé zemi.

## Budovy ústředí
Na adrese 1600 Pacific Avenue v centru Dallasu byla postavena nová kancelářská budova, v níž byly umístěny provozy společnosti LTV, banka a další kanceláře. Budova byla otevřena v roce 1964. Poté, co zde společnost LTV v 80. letech 20. století opustila své kanceláře, prošla budova dalšími vlastníky a různými nájemníky, než byla v roce 2015 znovu využita a ve spodních patrech budovy byl postaven hotel Hilton Garden Inn, zatímco v horních patrech vznikly rezidenční byty, které byly jako připomínka historie budovy a jejích předchozích nájemníků pojmenovány LTV Tower Apartments. Noví majitelé budovy šli ještě dál a použili písmena názvu k vytvoření propagačního sloganu nemovitosti: "Love The View".
Společnost LTV strávila svá pozdější léta v Dallasu v novém komplexu LTV Center, který byl otevřen v roce 1985 na adrese 2001 Ross Avenue. Poté, co LTV odešla ze svého sídla do Clevelandu, byla budova přejmenována na Trammell Crow Tower; nyní se jmenuje Trammell Crow Center.

## Vybrané výrobky

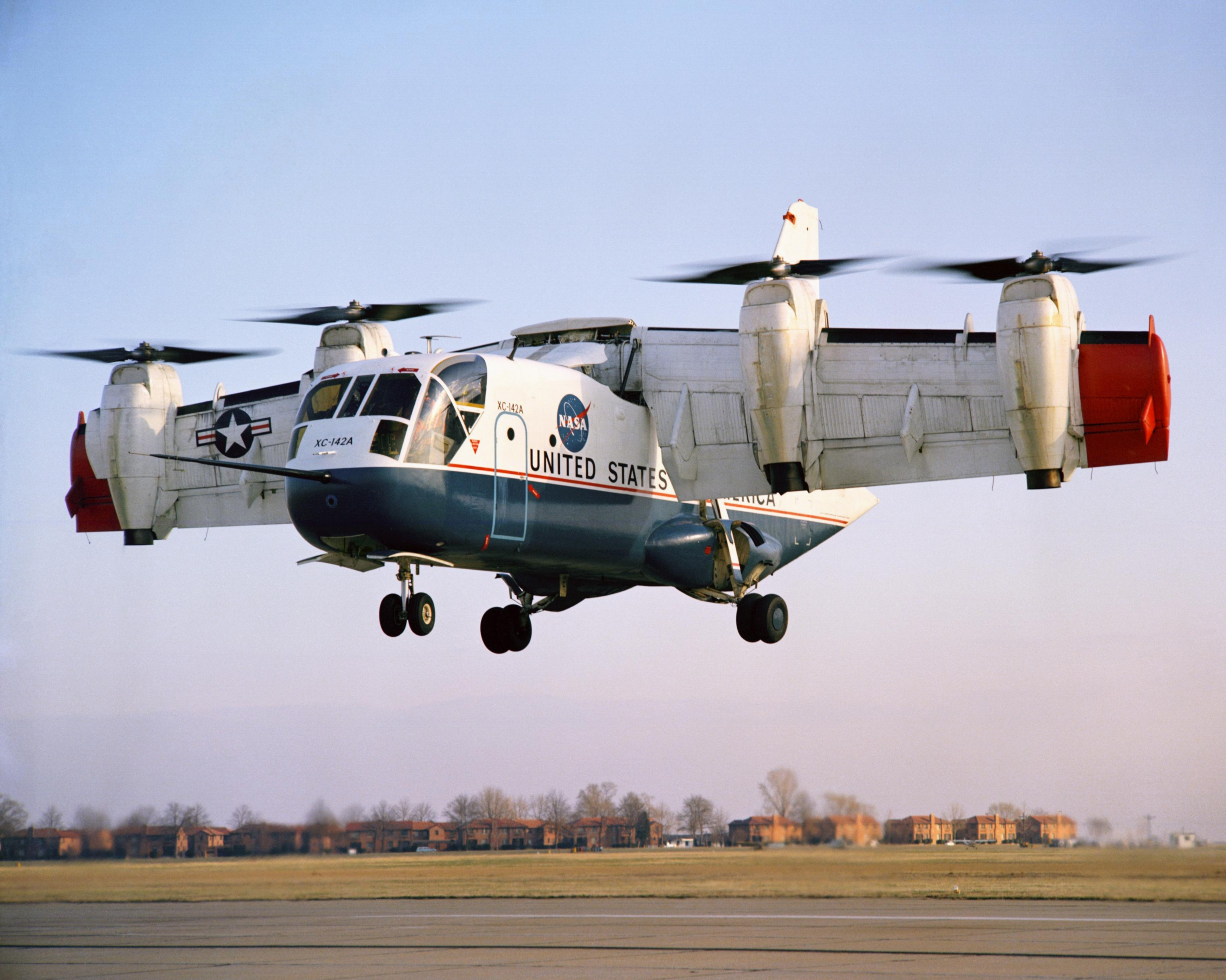
experimentální konvertoplán LTV XC-142

- LTV A-7 Corsair II – lehký podzvukový útočný letoun[1]
- LTV XC-142 – experimentální konvertoplán
- LTV L450F – prototyp průzkumného letadla
- MGM-52 Lance – taktická balistická střela
- ASM-135 ASAT – ze vzduchu odpalovaná protisatelitní střela
- LTV XQM-93 – prototyp bezpilotního letadla